# Evert Jelle Jelles
Evert Jelle Jelles (Tjepoe, 4 juli 1932 – Smalle Ee, 27 mei 2003) was een Nederlands architect.
Hij was zoon van kunstenares Anna Sophie de Gruyter en houtvester in overheidsdienst Johannes Gerben Goslik Jelles, die een standplaats had in Tjepoe. Hijzelf trouwde in 1960 met beeldhouwster Nynke Schepers met wie hij onder andere aan de Oostelijke Handelskade en Amstel woonde. In 1990 volgde een echtscheiding waarna hij trouwde met Joke Rung. Dochter Jentie Youna Jelles is modefotografe.
Hij groeide op in Nederlands-Indië. In Nederland studeerde hij aan de TH Delft en studeerde in 1960 als bouwkundig ingenieur af bij/onder Cor van Eesteren en Jo van den Broek. Hij is vooral bekend geworden door het ontwerp van een groot aantal publieke gebouwen. Jelles overleed in 2003.

## Enkele bekende ontwerpen

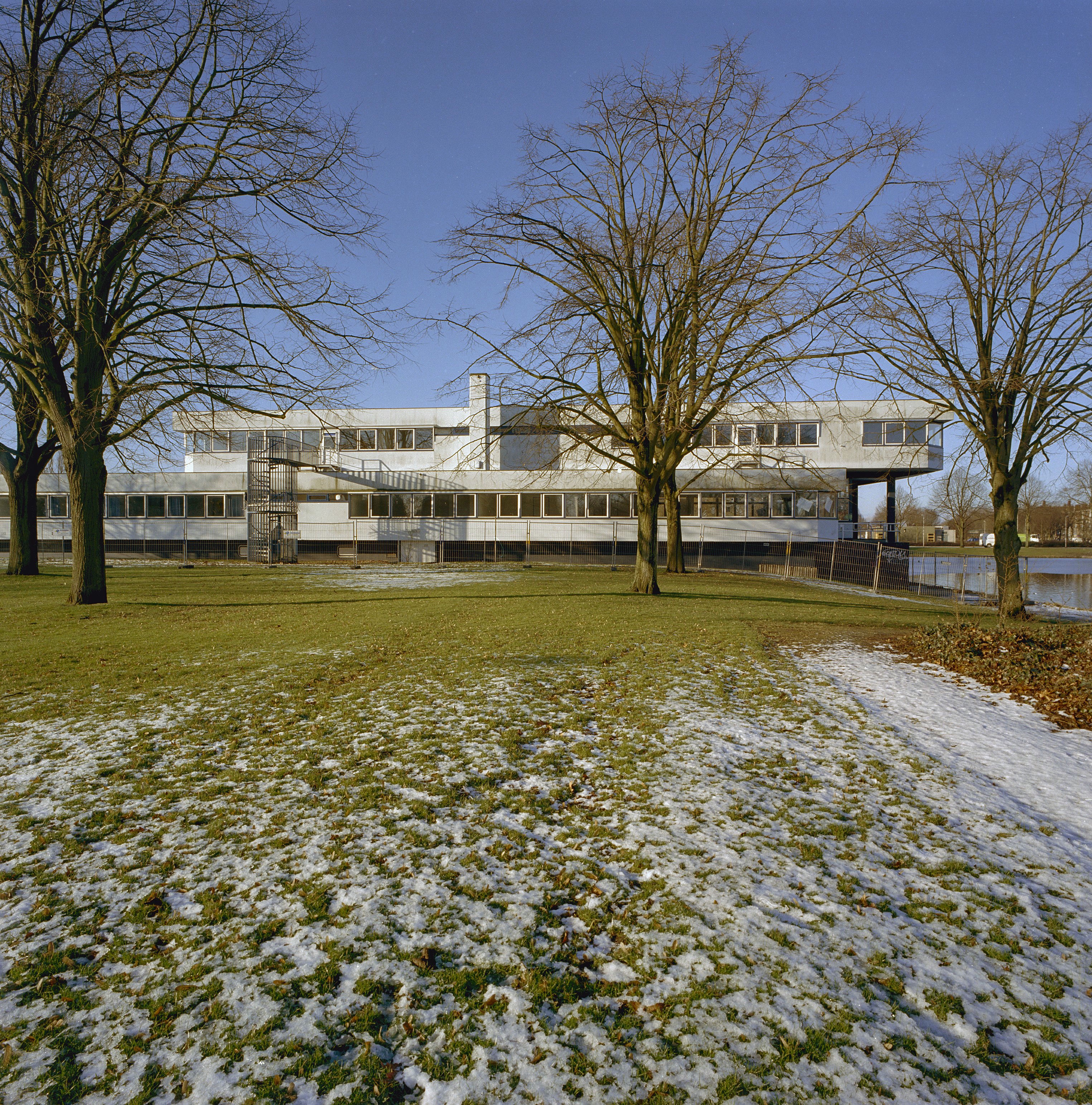
het gesloopte WAVINgebouw

- Shell-Researchlaboratorium Rijswijk (1967) (thans Kunstgebouw Rijswijk)
- Vakantiehuis Gieten (Prototype voor rationele houtbouw 1968)
- Microcentrum Delft (1972)
- WAVIN-gebouw Zwolle (1972-2003)
- Waterwijzer Rijkskantoorgebouw Lelystad (1973-2012)
- Winkelcentrum Ganzenhoef Amsterdam-Zuidoost (1975-1996)
- De Dapperschool-Muiderpoorttheater Amsterdam (1986)

Tegen de voorgenomen sloop van het WAVIN-gebouw in Zwolle werd door Jelles een procedure aangespannen waarbij beroep werd gedaan op de auteurswet 1912 omdat sloop nadelig zou zijn voor zijn naam en positie als architect. De rechtbank wees de eis echter af maar Jelles ging in hoger beroep maar ook de Hoge Raad wees dit af, maar op andere gronden. Tegen de sloop van de Waterwijzer in Lelystad voerde de zonen van Jelles een procedure, maar ook deze werd afgewezen omdat er volgens het vonnis geen sprake zou zijn van reputatieschade.
- RKD-Nederlands Instituut voor Kunstgeschiedenis: 42155
- Union List of Artist Names: 500066115
- Virtual International Authority File: 96136495